# Blöndulón
Blöndulón – jedno z największych jezior na Islandii, o maksymalnej głębokości 39 m. Stworzone w latach 1984–1991 jako zbiornik dla elektrowni w Blönduvirkjun. Znajduje się w pobliżu drogi górskiej F35 (Kjalvegur).